# إنتري ريوس دو أويستي
إنتري ريوس دو أويستي (بالبرتغالية: Entre Rios do Oeste‏)؛ بلدية في ولاية بارانا في المنطقة الجنوبية من البرازيل.